# Позитивна афективність
Позитивна афективність (ПА) – характеристика, що описує спосіб, в який тварини і люди досвідчують позитивні емоції і взаємодіють одні з іншими та зі своїм середовищем. Особини з високою позитивною афективністю зазвичай виявляють ентузіастичне, енергійне, впевнене ставлення до життя і виявляють високі рівні активності. Особини з низьким рівнем позитивної афективності можуть демонструвати стан суму, летаргії, горя і незадоволеності.

## Негативна афективність
Позитивна афективність (ПА) і негативна афективність) майже незалежні одна від одної; людина може демонструвати високі рівні і ПА, і НА, високий рівень одного і низький рівень іншого або низькі рівні їх обох. Рівні афективності залишаються доволі стабільними протягом життя і у низці різних ситуацій (наприклад, на роботі чи у вільний час). Позитивна афективність може вплинути на те, які рішення прийматиме ця особа, особливо на її відповіді на анкетні питання.
З високим рівнем позитивної афективності асоціюють відчуття щастя, задоволеності життям і високий рівень самоповаги, хоча все це зазнає також впливу негативної афективності.. Позитивна афективність як риса приблизно відповідає домінантному особистісному чиннику екстравертивності; однако, на цей конструкт впливають також міжособистісні компоненти.

## Тестування
Оскільки не існує чіткого правила визначення певних рівнів позитивної афективності, у різних дослідженнях, базованих на самоповідомленні (респонденти самі оцінюють міру, якою той чи інший прикметник чи фраза його/її характеризує), використовують різну шкалу вимірювання.